# Cygnus CRS Orb-3
Cygnus CRS Orb-3 (inna nazwa Orbital Sciences CRS Flight 3) – zakończona niepowodzeniem misja statku transportowego Cygnus, wykonana przez prywatną firmę Orbital Sciences Corporation na zlecenie amerykańskiej agencji kosmicznej NASA w ramach programu CRS w celu zaopatrzenia Międzynarodowej Stacji Kosmicznej. W tej misji wykorzystany został statek nazwany S.S. Deke Slayton na cześć zmarłego astronauty Deke’a Slaytona.

## Przebieg misji

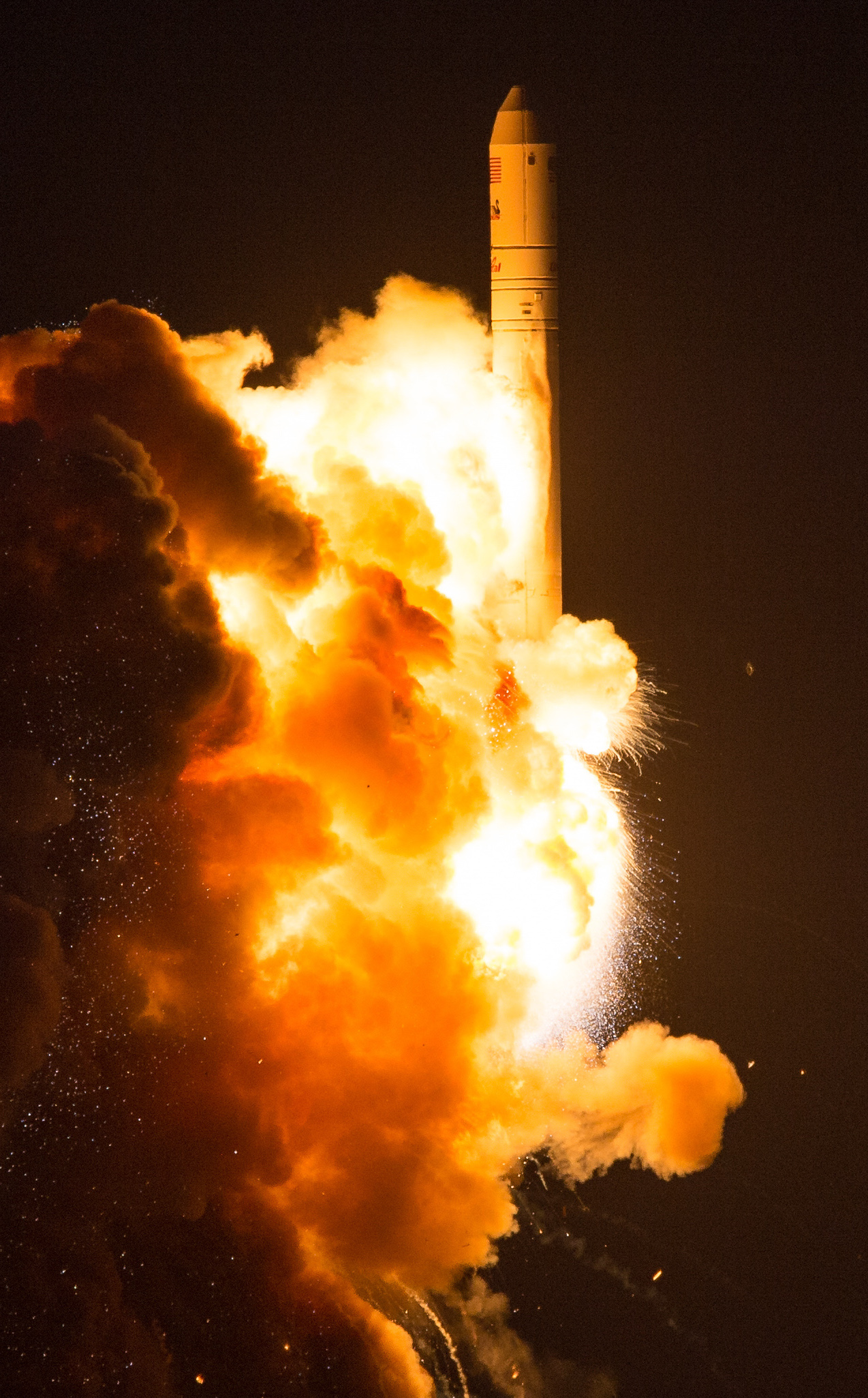
Eksplozja rakiety Antares podczas startu misji Cygnus CRS Orb-3

Początkowo misja miała rozpocząć się 27 października 2014 roku o 22:45 czasu UTC, a statek Cygnus miał dolecieć do ISS 2 listopada. Miał to być pierwszy nocny start rakiety Antares i statku Cygnus. Jednak w końcowej fazie odliczania do startu podjęto decyzję o jego przerwaniu. Okazało się, że żaglówka wpłynęła na wody strefy zamkniętej wokół platformy startowej, co zrodziło obawy o bezpieczeństwo i zmusiło kontrolerów do przełożenia startu na następny dzień.
Ostatecznie start misji Cygnusa miał miejsce 28 października 2014 roku o 22:22:38 UTC. Wykorzystana została rakieta Antares 130, a start odbył się na stanowisku startowym LP-0A kosmodromu Mid-Atlantic Regional Spaceport. Jednak 15 sekund po starcie doszło do awarii silnika pierwszego stopnia rakiety. W efekcie rakieta razem ze statkiem transportowym zaczęła opadać na platformę startową, a na chwilę przed jej uderzeniem w ziemię kontrolerzy startu postanowili wydać komendę nakazującą rakiecie dokonać autodestrukcji.
Na miejscu katastrofy wybuchł pożar, jednak udało się go opanować i służby w kontrolowany sposób pozwoliły na jego samoczynne wypalenie się. NASA oświadczyła, że cały ładunek znajdujący się na pokładzie Cygnusa S.S. Deke Slayton został zniszczony w wyniku tej katastrofy, ale nikt nie odniósł obrażeń. Przeprowadzona kolejnego dnia inspekcja platformy startowej wykazała, że nie doznała ona poważanych zniszczeń, jednak konieczne będzie dokonanie napraw, aby możliwe było jej wykorzystanie w przyszłości.

## Ładunek
Na pokładzie Cygnusa znajdowało się 2215 kg zaopatrzenia dla stacji ISS, w tym:
- 748 kg zaopatrzenia dla załogi (m.in. pożywienie i dokumentacja),
- 637 kg środków potrzebnych do sprawnego funkcjonowania stacji (m.in. 605 kg wyposażenia NASA i 30 kg wyposażenia JAXA),
- 727 kg materiału do badań i eksperymentów (m.in. eksperymenty studenckie dotyczące tworzenia się kryształów, kiełkowania nasion i wzrostu roślin w warunkach mikrograwitacji),
- 37 kg urządzeń elektronicznych (m.in. urządzenia audiowizualne i fotograficzne oraz do przechowywania danych),
- 66 kg przedmiotów potrzebnych do spacerów kosmicznych.

Statek Cygnus S.S. Deke Slayton miał zabrać ze sobą również satelity typu CubeSat, w tym satelity do obserwacji Ziemi.

## Przyczyny katastrofy
Przeprowadzone śledztwo wykazało, że przyczyną katastrofy była awaria turbopompy silnika AeroJet Rocketdyne AJ-26. Jest to zmodernizowany poradziecki silnik NK-33 z niedoszłej księżycowej rakiety N1. Nie udało się jednak wskazać, co dokładnie doprowadziło do awarii turbopompy. Jako możliwe przyczyny wymieniono wadliwe łożyska pompy, wadę produkcyjną lub zassanie odłamków.
Po tej katastrofie firma Orbital Sciences Corporation zdecydowała o rezygnacji z dalszej eksploatacji silników NK-33 w ich rakietach Antares. Postanowiono, że w kolejnych modelach tej rakiety stosowane będą silniki RD-181 (będące pochodną silników RD-191) produkowane przez rosyjskie przedsiębiorstwo NPO Energomasz. Konieczność dokonania zmian w konstrukcji rakiety Antares spowodowała, że kolejna misja – Cygnus CRS OA-4 wystartowała z Cape Canaveral przy pomocy rakiety Atlas V firmy United Launch Alliance.

## Galeria

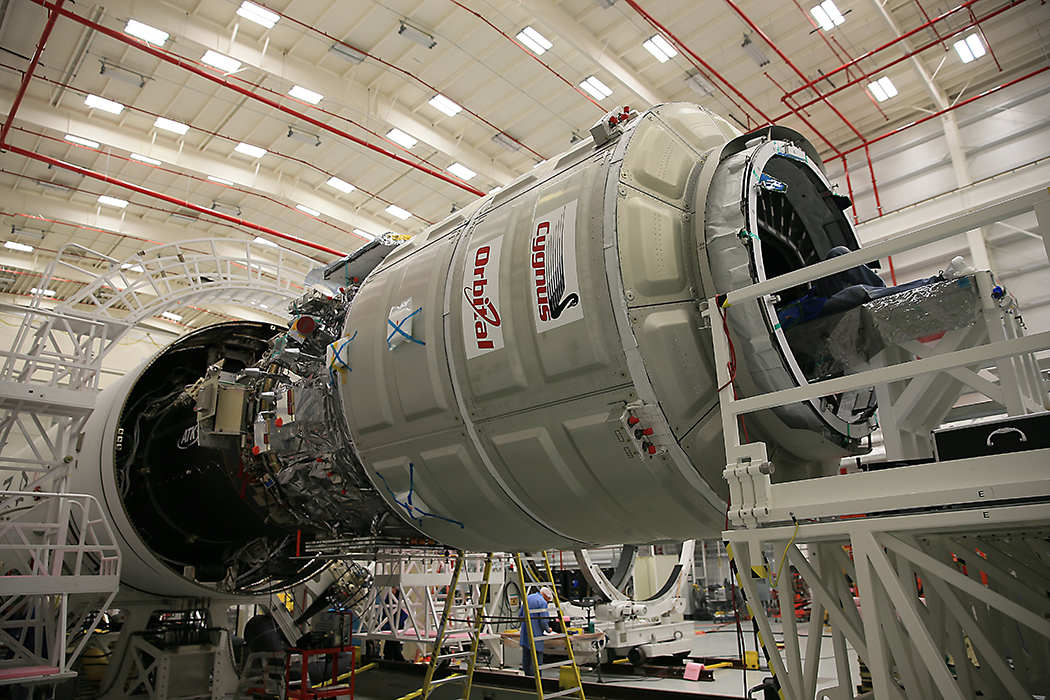
Przygotowywanie statku Cygnus S.S. Deke Slayton do startu
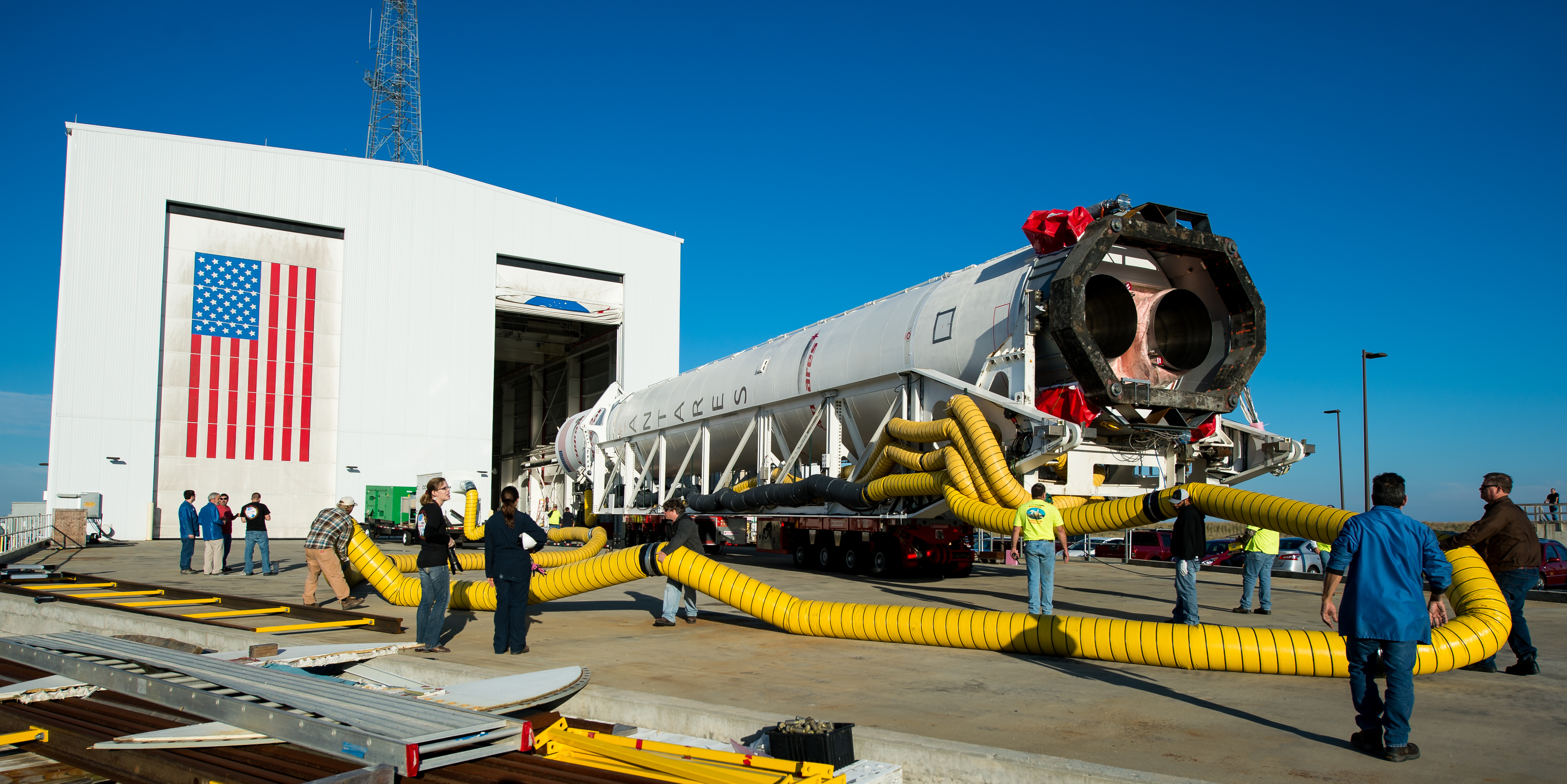
Rakieta Antares podczas przewożenia na platformę startową
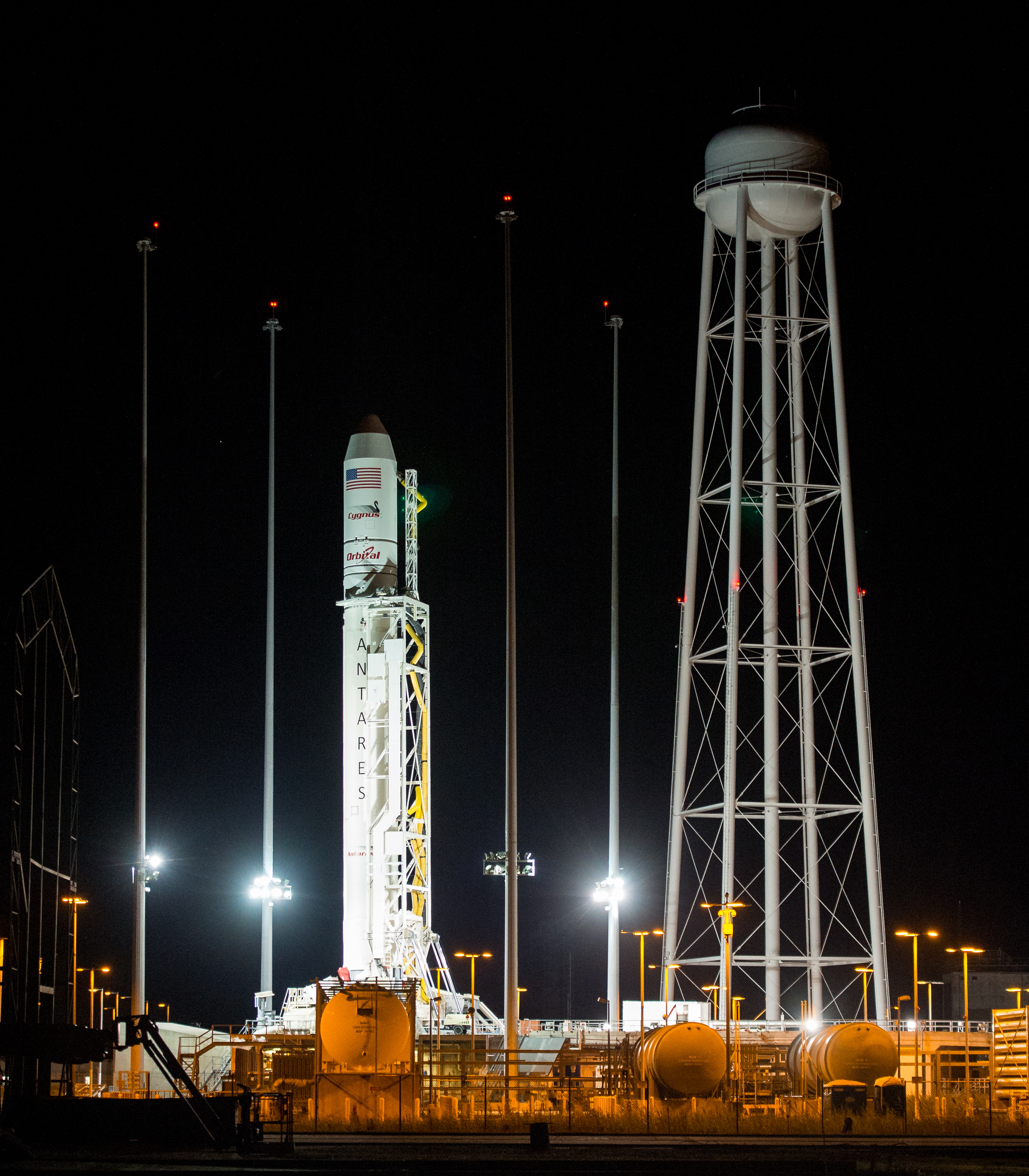
Rakieta Antares na stanowisku startowym LP-0A
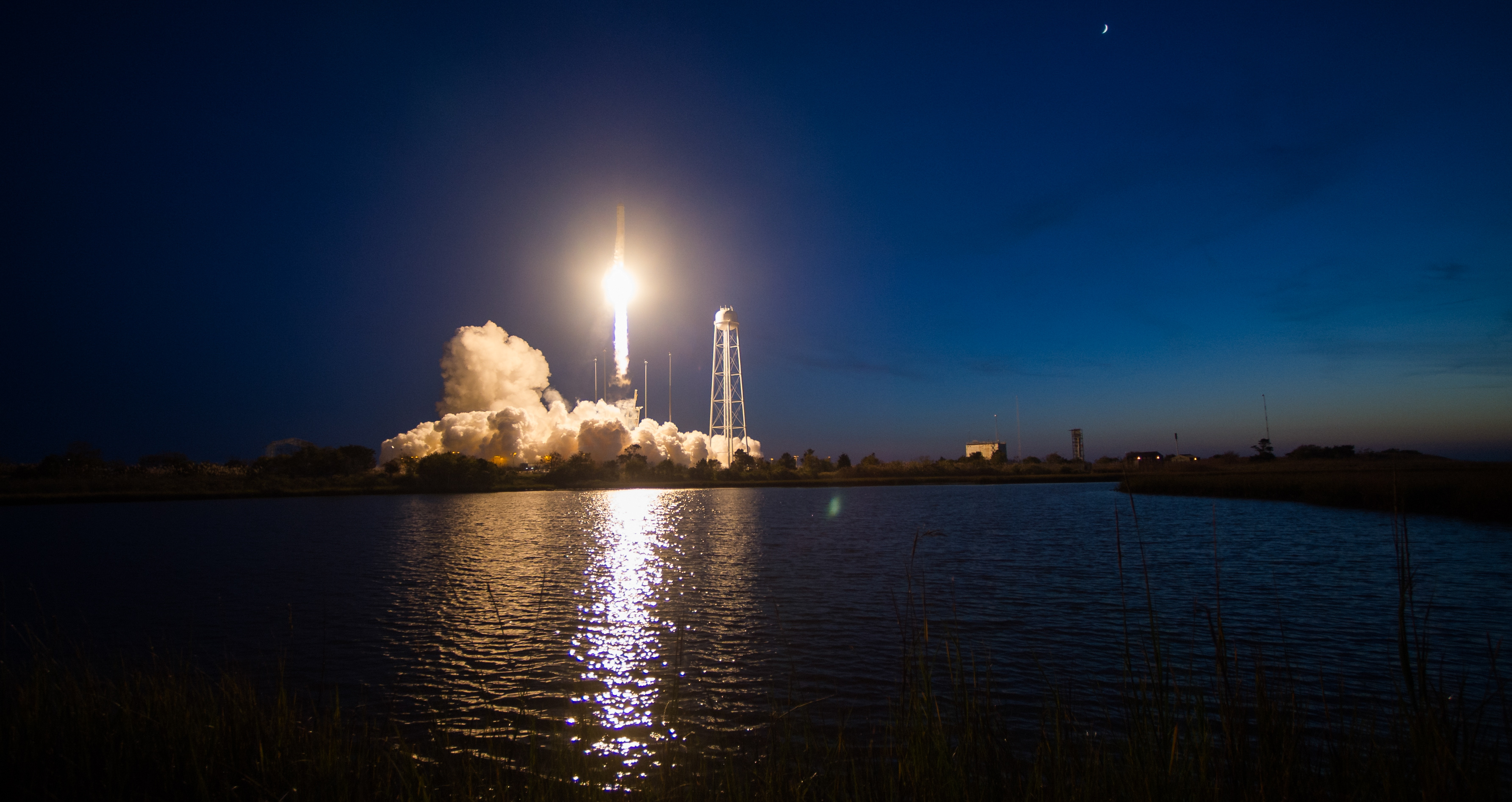
Start misji Cygnus CRS Orb-3
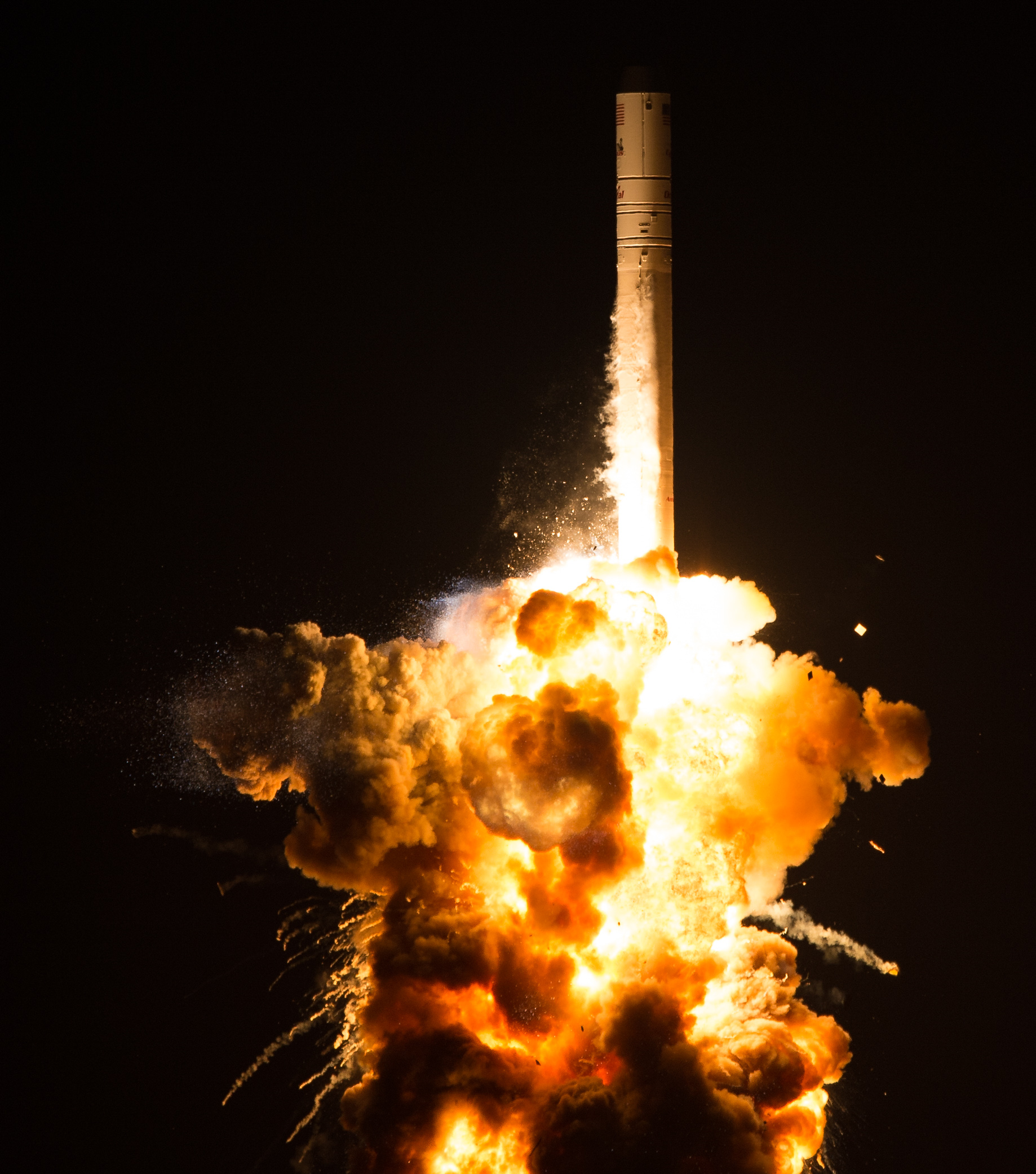
Eksplozja rakiety Antares podczas startu
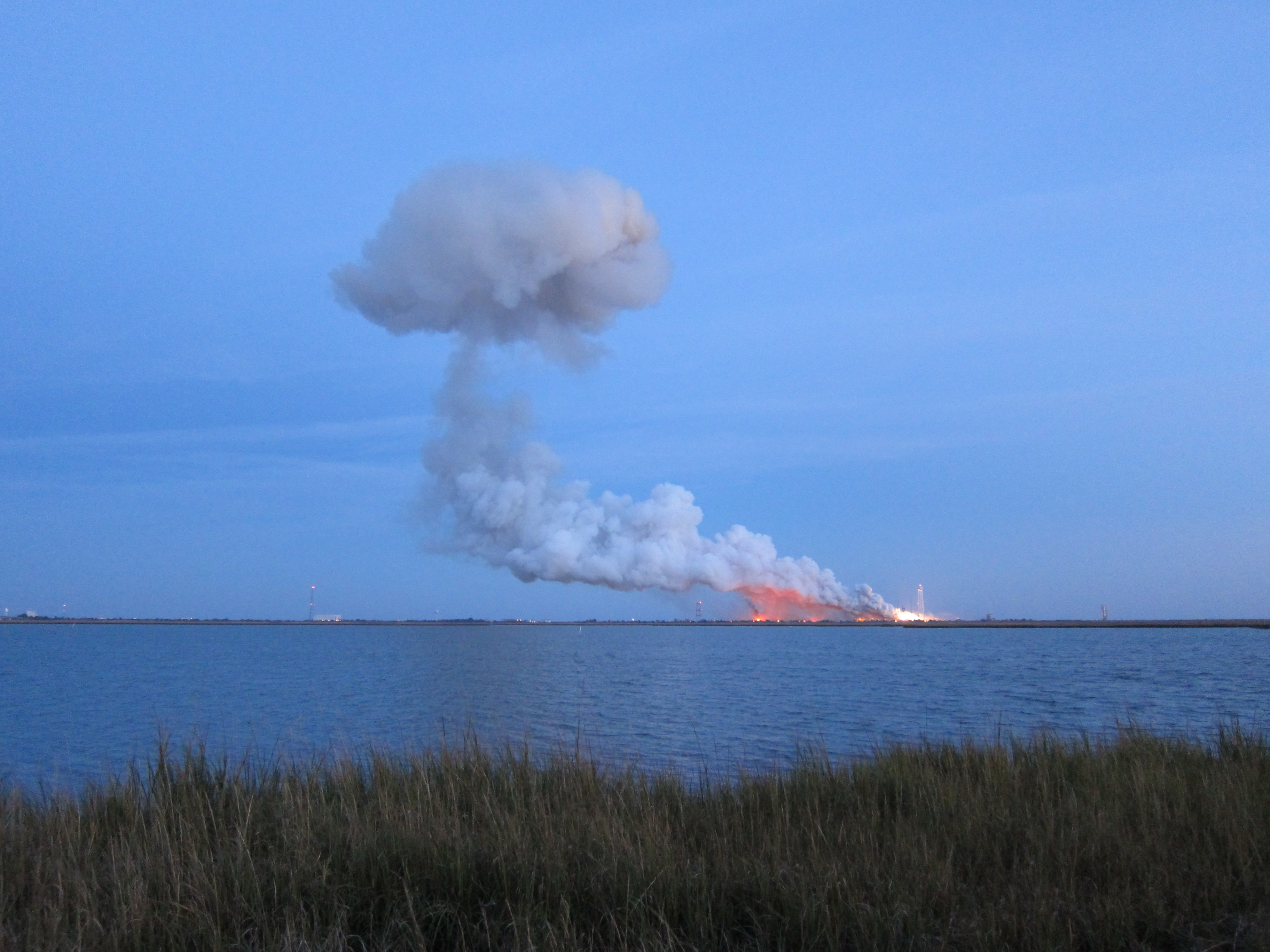
Pożar wywołany eksplozją rakiety Antares widziany rankiem kolejnego dnia